# Paepalanthus weddellianus
Paepalanthus weddellianus är en gräsväxtart som beskrevs av Friedrich August Körnicke. Paepalanthus weddellianus ingår i släktet Paepalanthus och familjen Eriocaulaceae. Inga underarter finns listade i Catalogue of Life.